# Domenico Picca
Domenico Picca (Molfetta, 18 giugno 1882 – Carso, 2 novembre 1916) è stato un militare italiano, decorato di medaglia d'oro al valor militare alla memoria nel corso della prima guerra mondiale.

## Biografia
Nacque a Molfetta, provincia di Bari il 18 giugno 1882, figlio di Giuseppe e di Maria Giuseppina Valente.
Compiuti gli studi medi presso il Ginnasio Liceo della sua città natale si iscrisse alla facoltà di ingegneria nel Politecnico di Milano. Nel gennaio 1903 si arruolò volontario nel Regio Esercito in qualità di allievo ufficiale presso l'89º Reggimento fanteria "Salerno", e un anno dopo ottenne il grado di sottotenente di complemento in servizio presso il 94º Reggimento fanteria "Messina". Posto in congedo, in seguito a concorso, iniziò a lavorare presso l'amministrazione delle dogane ed inviato in Libia, nel 1911, durante la guerra italo-turca fu incaricato di organizzare gli uffici di della dogana nei porti di Homs e di Sliten. Ritornato in Italia nel 1913, fu assegnato alla Direzione doganale di Napoli dove si trovava all'atto della dichiarazione di guerra all’'Impero austro-ungarico, il 24 maggio 1915. Richiamato in seguito alla mobilitazione generale fu assegnato al neocostituito 139º Reggimento fanteria della Brigata "Bari", raggiungendo la zona di operazioni nel mese di agosto. Combatté nella zona del Monte San Michele, di Bosco Cappuccio e di Bosco Lancia, sul Basso Isonzo, conseguendo la promozione a tenente in agosto, e capitano per merito di guerra in novembre. Dopo aver fronteggiato nella primavera del 1916 l'offensiva austriaca a Monte Zebio, ritornò nella zona di Monfalcone. Nel luglio 1916, per breve tempo, tornò in licenza a Molfetta trascorrendo il proprio tempo libero presso il Comitato di Assistenza Civile dove era solito raccontare i fatti d'arme cui aveva partecipato esaltando il valore e l'ardimento dei soldati italiani. Rientrato al reparto, dopo la vittoriosa controffensiva del Trentino, assunse il comando del II Battaglione.
Rimasto ferito al viso nel combattimento a quota 144 del 10 ottobre, non volle abbandonare il suo posto di combattimento e, ancora sofferente, condusse all'attacco il battaglione il 1º novembre, conquistando un'altra linea di trinceramenti avversari e catturando numerosi prigionieri. Mentre provvedeva ai lavori di rafforzamento della posizione, alle ore 14:30 cadde colpito a morte da granata nemica da 305 mm il 2 novembre 1916. Il suo corpo venne ridotto a brandelli insieme a quelli di altri 4 ufficiali e 32 soldati che lo seguivano nell'azione. Nei giorni seguenti i suoi compagni cercarono di ricomporre i suoi resti mortali e li trasportarono nel cimitero di dolina Kantzler, presso Doberdò, dove furono raccolti i resti dei caduti di quella giornata. Con Decreto Luogotenenziale del 18 ottobre 1917 fu insignito della medaglia d'oro al valor militare alla memoria. L'11 maggio 1921 la salma venne riesumata e trasportata nel cimitero militare n. 2 di Cava di Selz, presso Monfalcone da dove, il 5 agosto 1923, fece definitivamente ritorno a Molfetta.
Nel 1918 gli fu intitolata la caserma di Bari che è stata sede del distretto militare e del 9º Reggimento fanteria.

### Annotazioni
1. ↑  Nel taccuino venne rinvenuto il seguente testamento olografo: Vado contro al nemico con animo sereno ed a cuore fermo per la salvezza e la gloria dell'Italia nostra. Mando un saluto affettuosissimo ai miei fratelli che combattono e combatteranno per la stessa grande e santa causa; abbraccio sul mio cuore il mio vecchio padre, e lo esorto ad essere forte nella sventura, e ad essere orgoglioso del contributo di sangue dato dalla nostra famiglia. Abbraccio tutti di casa, sorelle, Peppina, zii e zie, nonna e cugini. Che il mio ricordo sia a tutti di esempio. Settembre 1916. Viva l'Italia! Domenico Picca.

### Fonti
1. 1 2 3 4 5 6 7 8 9  Combattenti Liberazione.
2. ↑  Carolei, Greganti, Modica 1968, p. 298.
3. 1 2 3 4 5  Pietre della memoria.
4. ↑  (EN) RIVISTA MILITARE 2002 N.2 by Biblioteca Militare - Issuu, su issuu.com, 1º luglio 2015. URL consultato il 17 ottobre 2023.
5. ↑  Medaglie d'oro al valor militare sul sito della Presidenza della Repubblica